# Leopoldo Clemente de Saxe-Coburgo-Koháry
Leopoldo Clemente Filipe Augusto Maria de Saxe-Coburgo-Koháry (em alemão: Leopold Clemens Philipp August Maria von Sachsen-Coburg-Koháry; Svätý Anton, 19 de julho de 1878 – Viena, 27 de abril de 1916), foi um príncipe de Saxe-Coburgo-Gota do ramo católico de Koháry e oficial do Exército Austro-Húngaro.

## Biografia
Leopoldo Clemente era o único filho da princesa Luísa Maria da Bélgica e do príncipe Fernando Filipe de Saxe-Coburgo-Gota, que eram membros católicos romanos da Casa de Saxe-Coburgo-Gota-Koháry. Ele compartilhou seu nome com seu avô materno, o rei Leopoldo II da Bélgica. Leopoldo Clemente foi o único herdeiro da riqueza da família que seu pai tinha herdado de sua ancestral, a princesa Maria Antônia de Koháry. 

## Caso fatal
Leopoldo Clemente conheceu uma garota vienense chamada Camilla Rybicka  em um bazar de instituição de caridade em 1913. Rybicka foi uma das filhas do conselheiro Rybicka, um oficial da Polícia do Estado em Viena. Então, em seus vinte e poucos anos, ela pertencia à alta sociedade, mas era, no entanto, uma plebeia. Os dois logo começaram um relacionamento romântico. Rybicka deixou a casa da família, e os dois viajaram pelo Império Austro-Húngaro antes de se estabelecerem em um apartamento em Viena. 
Rybicka, no entanto, não estava satisfeito com sendo apenas amante do príncipe e exigiu que ele se casar com ela. Em Paris em 1 de julho de 1914, Leopoldo Clemente escreveu-lhe uma carta, prometendo se casar com ela dentro de seis meses, nomeando-a o sua única herdeira, e solicitando ao seu pai para pagar seus dois milhões de coroas austro-húngaras, em caso de sua morte. Após isso, Leopoldo Clemente foi chamado para lutar na Primeira Guerra Mundial e ela insistiu que ele se casasse com ela antes de sair. Leopoldo Clemente estava ciente de que tal combinação ruim o teria privado da fortuna que ele estava para herdar porque seu pai não tinha a intenção de permitir a união, e que se casar com Rybicka o teria forçado a renunciar a sua comissão de oficial. 
Quando seus fundamentos, intrigas e ameaças tudo não conseguiu garantir seu casamento com Leopoldo Clemente, a ela foram oferecidos quatro milhões de coroas austro-húngaras como compensação. Em 17 de outubro de 1915, o príncipe chamou-a para o seu primeiro andar apartamento em Viena para se despedir e assinar o cheque, mas Rybicka não tinha a intenção de levar o dinheiro. Em vez disso, ela disparou cinco tiros contra ele à queima-roupa e em seguida, quebrou uma garrafa de ácido sulfúrico em seu rosto, antes de disparar o sexto bala no seu coração. Os vizinhos testemunharam que o ouviu gritar de agonia. Rybicka seminu foi morta ao lado da cama quando a polícia chegou, mas o príncipe estava vivo no chão e ainda gritando. Rybicka foi cremada em Jena, Alemanha, em dezembro de 1915. Depois de ter perdido um olho e grande parte da carne em seu rosto, o príncipe Leopoldo Clemente morreu após seis meses de sofrimento. Seus restos foram enterrados na Igreja de Santo Agostinho em Coburgo.   